# Haukak (Gällivare socken, Lappland)
Haukak är en sjö i Gällivare kommun i Lappland och ingår i Luleälvens huvudavrinningsområde. Sjön har en area på 0,137 kvadratkilometer och ligger 526,1 meter över havet. Haukak ligger i Sjaunja Natura 2000-område. Sjön avvattnas av vattendraget Haukakjåkåsj.

## Delavrinningsområde
Haukak ingår i det delavrinningsområde (748103-165624) som SMHI kallar för Ovan 747939-165579. Medelhöjden är 566 meter över havet och ytan är 9,45 kvadratkilometer. Det finns inga avrinningsområden uppströms utan avrinningsområdet är högsta punkten. Haukakjåkåsj som avvattnar avrinningsområdet har biflödesordning 5, vilket innebär att vattnet flödar genom totalt 5 vattendrag innan det når havet efter 361 kilometer. Avrinningsområdet består mestadels av skog (85 procent). Avrinningsområdet har 0,14 kvadratkilometer vattenytor vilket ger det en sjöprocent på 1,4 procent.